# Eddie Kaye Thomas
Eddie Kaye Thomas (Nueva York, 31 de octubre de 1980) es un actor estadounidense que ha interpretado a Paul Finch en la saga de películas American Pie. Entre sus otros trabajos, se encuentra Harold & Kumar Go to White Castle, donde interpretó a Rosenberg, y la serie Off Centre, en el papel de Mike Platt. Comenzó su carrera a los siete años y realizó su debut en Broadway a los doce, en Four Baboons Adoring the Sun. En 1997 trabajó en la obra The Diary of Anne Frank. Interpretó a Toby Curtis en la serie de televisión Scorpion, que fue cancelada en mayo de 2018 después de cuatro temporadas.

## Filmografía

### Cine
| Año  | Título original                            | Papel            |
| ---- | ------------------------------------------ | ---------------- |
| 1998 | Mr. Jealousy                               | Estudiante       |
| 1999 | American Pie                               | Paul Finch       |
| 1999 | The Rage: Carrie 2                         | Arnie            |
| 2000 | Black and White                            | Marty            |
| 2001 | Taboo                                      | Adam             |
| 2001 | American Pie 2                             | Paul Finch       |
| 2001 | Freddy Got Fingered                        | Freddy Brody     |
| 2002 | Stolen Summer                              | Patrick O'Malley |
| 2003 | American Wedding                           | Paul Finch       |
| 2004 | Harold & Kumar Go to White Castle          | Rosenberg        |
| 2005 | Dirty Love                                 | John             |
| 2006 | Kettle Of Fish                             | Sean             |
| 2006 | Blind Dating                               | Larry            |
| 2008 | Harold & Kumar Escape from Guantanamo Bay  | Rosenberg        |
| 2008 | Nick and Norah's Infinite Playlist         | Jesus            |
| 2008 | Nature of the Beast                        | Rich             |
| 2011 | A Very Harold & Kumar 3D Christmas         | Rosenberg        |
| 2012 | American Reunion                           | Paul Finch       |
| 2012 | Seal Team Six: The Raid on Osama Bin Laden | Christian        |
| 2013 | Petunia                                    | Michael          |
| 2017 | Alex & the List                            | Dave             |
| 2024 | Junction                                   | Rodgers          |

### Televisión
| Año     | Título original                        | Papel            | Notas        |
| ------- | -------------------------------------- | ---------------- | ------------ |
| 1994    | Are You Afraid of the Dark?            | Matt Dorney      | 1 episodio   |
| 1996    | Law & Order                            | Chad Markham     | 1 episodio   |
| 1998    | Felicity                               | P. J.            | 1 episodio   |
| 2000    | Brutally Normal                        | Russell Wise     | 7 episodios  |
| 2000-01 | The X-Files                            | Gary Cory        | 2 episodios  |
| 2001-02 | Off Centre                             | Mike             | protagonista |
| 2003    | The Twilight Zone                      | Jonah            | 2 episodios  |
| 2003    | Miss Match                             | Scott            | 1 episodio   |
| 2004    | CSI: Crime Scene Investigation         | Seth Landers     | 1 episodio   |
| 2005    | Wonderfalls                            | Pat              | 1 episodio   |
| 2006-08 | 'Til Death                             | Jeff Woodcock    | 40 episodios |
| 2010    | The Forgotten                          | Brice Walden     | 1 episodio   |
| 2010-11 | How to Make It in America              | David Kaplan     | protagonista |
| 2011-12 | American Dad!                          | Barry (voz)      | 32 episodios |
| 2014    | Inside Amy Schumer                     | Hombre en el bar | 1 episodio   |
| 2014-15 | Things You Shouldn't Say Past Midnight | Mark             | protagonista |
| 2014-18 | Scorpion                               | Toby Curtis      | protagonista |
| 2018-19 | Santa clarita diet                     | tomasr           | secundario   |
| 2023    | The Marvelous Mrs Maisel               | Adam             | secundario   |